# Liste bekannter Diplomatiker
In der Liste bekannter Diplomatiker werden Personen gesammelt, die sich als Forscher mit der Herkunft und Echtheit von Urkunden des Mittelalters und der Frühen Neuzeit beschäftigen und bedeutende Beiträge in der Diplomatik geleistet haben.

## A
- Peter Acht (Deutscher, 1911–2010)
- Johann Christoph Adelung (Deutscher, 1732–1806)
- Gabriella Airaldi (Italienerin, * 1942)
- Michele Ansani (Italiener, * 1958)
- Heinrich Appelt (Österreicher, 1910–1998)
- Hartmut Atsma (Deutscher, 1937–2009)

## B
- Gerhard Baaken (Deutscher, 1927–2010)
- Cebrià Baraut (Spanier, 1917–2003)
- Bernard Barbiche (Franzose, * 1937)
- Ezio Barbieri (Italiener, * 1950)
- Nicola Barone (Italiener, 1858–1945)
- Maria Franca Baroni (Italienerin, 1938–2008)
- Sébastien Barret (Franzose, * 1972)
- Geoffrey Wallis Steuart Barrow (Brite, 1924–2013)
- Attilio Bartoli Langeli (Italiener, * 1944)
- Franco Bartoloni (Italiener, 1914–1956)
- David Bates (Brite, * 1945)
- Giulio Battelli (Italiener, 1904–2005)
- Friedrich Battenberg (Deutscher, * 1946)
- Paul Maria Baumgarten (Deutscher, 1860–1948)
- Ludwig Baur
- Robert-Henri Bautier (Franzose, 1922–2010)
- Marcel Beck (Schweizer, 1908–1986)
- Brigitte Bedos-Rezak
- Karel Beránek
- Werner Bergmann
- Gottfried Bessel (Deutscher, 1672–1749)
- Jan Bistřický (Tscheche, 1930–2008)
- Hermann Bloch (Deutscher, 1867–1929)
- Kazimierz Bobowski
- Friedrich Bock (Deutscher, 1890–1963)
- Johann Friedrich Böhmer (Deutscher, 1795–1863)
- Paul Scheffer-Boichorst (Deutscher, 1843–1902)
- Paul Bonenfant
- Pierre Bony
- Helmut de Boor (Deutscher, 1891–1976)
- Heinrich Boos (Schweizer, 1851–1917)
- Michael Borgolte (Deutscher, * 1948)
- Iván Borsa
- Egon Boshof (Deutscher, * 1937)
- Alain de Boüard
- Jacques Boussard
- Albert Brackmann (Deutscher, 1871–1952)
- Karl Brandi (Deutscher, 1868–1946)
- Johann Wilhelm Braun (* 1940)
- Harry Bresslau (Deutscher, 1848–1926)
- Milko Brkovi‘
- Dieter Brosius (Deutscher, * 1936)
- Émile Brouette
- Albert Bruckner (Schweizer, 1904–1985)
- Carlrichard Brühl (Deutscher, 1925–1997)
- Heinrich Brunner (Österreicher, 1840–1915)
- Pietro Burgarella (Italiener)

## C
- María Luisa Cabanes Catalá
- María Desamparados Cabanes Pecourt
- Patrizia Cancian (Italienerin, * 1947)
- Ángel Canellas López
- Cristina Carbonetti Vendittelli (Italienerin, * 1956)
- María Milagros Cárcel Ortí
- Carmine Carlone
- Louis Carolus-Barré
- Erich Caspar (Deutscher, 1879–1935)
- Cesare Francesco Casula
- Ettore Cau (Italiener, * 1940)
- Guglielmo Cavallo (Italiener, * 1938)
- Albert Cazes
- Giorgio Cencetti (Italiener, 1908–1970)
- Pierre Chaplais
- Jean-Luc Chassel
- Christopher R. Cheney
- John Cherry
- Paolo Cherubini (Italiener, * 1953)
- Joseph Chmel (Österreicher, 1798–1858)
- Diego Ciccarelli (Italiener, * 1940)
- Peter Classen (Deutscher, 1924–1980)
- Otto P. Clavadetscher (Schweizer, 1919–2015)
- Paolo Collura (Italiener, 1914–1997)
- Klaus Conrad (Deutscher, 1930–2002)
- Georg Conrad
- Giles Constable (Engländer, 1929–2021)
- Giorgio Costamagna (Italiener, 1916–2000)
- Peter Csendes (Österreicher, * 1944)
- Coral Cuadrada Majó
- Salvatore Cusa (Italiener, 1822–1893)

## D
- Martine Dalas
- Luisa D’Arienzo (Italienerin, * 1944)
- Franz Darpe (Deutscher, 1842–1911)
- Wendy Davies
- Vittorio De Donato (Italiener, * 1927–2008)
- Thérèse De Hemptinne
- Pietro De Leo
- Mariano Dell’Omo (Italiener, * 1956)
- Georges Despy
- Hermann Diener (Deutscher, 1925–1988)
- Heide Dienst (Österreicherin, * 1939)
- Franz Dölger (Deutscher, 1891–1968)
- Josef Dolle
- Alfons Dopsch (Österreicher, 1868–1953)
- Jean Dufour
- Sáša Dušková

## E
- Reinhard Elze (Deutscher, 1922–2000)
- Christoph Egger (Österreicher, * 1963)
- Wilhelm Engel (Deutscher, 1905–1964)
- Horst Enzensberger (Deutscher, * 1944)
- Wilhelm Erben (Österreicher, 1864–1933)
- Carl Erdmann (Deutscher, 1898–1945)
- Hubert Maximilian Ermisch (Deutscher, 1850–1932)
- Eugen Ewig (Deutscher, 1913–2006)

## F
- Vera von Falkenhausen (Deutsche, * 1938)
- Ludwig Falkenstein (Deutscher, 1933–2015)
- Irmgard Fees (Deutsche, * 1952)
- Maria Teresa Ferrer Mallol (Spanierin, 1940–2017)
- Heinrich Fichtenau (Österreicher, 1912–2000)
- Julius von Ficker (Österreicher, 1826–1902)
- Riccardo Filangieri (Italiener, 1882–1959)
- Karl August Fink (Deutscher, 1904–1983)
- Gian Giacomo Fissore (Italiener, 1940–2019)
- Josef Fleckenstein (Deutscher, 1919–2004)
- Hans Foerster (Deutscher, 1889–1964)
- Lucie Fossier
- Thomas Frenz (Deutscher, * 1947)
- Christian Friedl (Deutscher, * 1969)
- Horst Fuhrmann (Deutscher, 1926–2011)

## G
- Ferdinando Gabotto (Italiener, 1866–1918)
- Maria Galante (Italienerin, * 1949)
- Vivian H. Galbraith
- Vicente García Edo
- Santos Agustín García Larragueta
- Kurt Gärtner (Deutscher, * 1936)
- Carlo Alberto Garufi (Italiener, 1868–1948)
- Pierre Gasnault
- Françoise Gasparri
- Johann Christoph Gatterer (Deutscher, 1727–1799)
- Alfred Gawlik (1936–2011)
- Philipp Wilhelm Gercken (Deutscher, 1722–1791)
- Michael Gervers (Kanadier, * 1942)
- Antonella Ghignoli (Italienerin, * 1963)
- Dieter Girgensohn (Deutscher, 1934–2025)
- Dietrich von Gladiß (Deutscher, 1910–1943)
- Hans Goetting (Deutscher, 1911–1994)
- Emil Göller
- Adolf Gottlob (Deutscher, 1857–1930)
- Tom Graber
- Rolf Große (Deutscher, * 1958)
- Manfred Groten (Deutscher, * 1949)
- Germano Gualdo (Italiener, 1926–2005)
- Valentin Ferdinand Gudenus (Deutscher, 1679–1758)
- Ferdinand Güterbock (Deutscher, 1872–1944)
- Olivier Guyotjeannin (Franzose, * 1959)
- György Györffy (Ungar, 1917–2000)

## H
- Wolfgang Hagemann (Deutscher, 1911–1978)
- Othmar Hageneder (Österreicher, 1927–2020)
- Dieter Hägermann (Deutscher, 1939–2006)
- Karl Hampe (Deutscher, 1869–1936)
- Cyril Hart
- Reinhard Härtel (Österreicher, * 1945)
- Friedrich Hausmann (Österreicher, 1917–2009)
- Rudolf von Heckel (Deutscher 1880–1947)
- Ingrid Heidrich (Deutsche, * 1939)
- Lothar von Heinemann (Deutscher, 1859–1901)
- Walter Heinemeyer (Deutscher, 1912–2001)
- Paul-Joachim Heinig (Deutscher, * 1950)
- Peter Herde (Deutscher, * 1933)
- Rainer Maria Herkenrath
- T. A. Heslop
- Alfred Hessel (Deutscher, 1877–1939)
- Richard Heuberger (Österreicher, 1884–1968)
- Johann Heumann von Teutschenbrunn
- Eduard Heydenreich (Deutscher, 1852–1915)
- Rudolf Hiestand (Schweizer, 1933–2023)
- Nikolaus Hilling
- Hans Hirsch (Österreicher, 1878–1940)
- Ivan Hlaváček (Tscheche, * 1931)
- Zdeňka Hledíková  (Tschechin, 1938–2018)
- Hermann Hoberg (Deutscher, 1907–1992)
- Hermann Hoffmann
- Hartmut Hoffmann (Deutscher, 1930–2016)
- Klaus Höflinger (Deutscher, * 1959)
- Walther Holtzmann (Deutscher, 1891–1963)
- Della Hooke
- Hubert Houben (Deutscher, * 1953)
- Herbert Hunger (Österreicher, 1914–2000)
- Wolfgang Huschner (Deutscher, * 1954)

## I
- Winfried Irgang

## J
- Philipp Jaffé (Deutscher, 1819–1870)
- Hermann Jakobs (Deutscher, * 1930)
- Walentin Janin (Russe, 1929–2020)
- Tomasz Jasiński (Pole, * 1951)
- Peter Johanek (Deutscher, * 1937)
- Jochen Johrendt (Deutscher, * 1973)
- Michael C. E. Jones
- Karl Jordan (Deutscher, 1907–1984)
- Maurice Jusselin (Franzose, 1882–1964)

## K
- Hans Heinrich Kaminsky (Deutscher, 1938–2018)
- Dariusz Karczewski
- Bruno Katterbach
- Karl Andreas Kehr (Deutscher, 1878–1903)
- Paul Fridolin Kehr (Deutscher, 1860–1944)
- Hagen Keller (Deutscher, * 1937)
- Friedrich Kempf (Deutscher, 1908–2002)
- Simon Keynes (Brite, * 1952)
- Martin Kiem
- Andreas Kiesewetter (Deutscher, 1962–2021)
- Hans-Walther Klewitz (Deutscher, 1907–1943)
- Tamás Ko’falvi
- Walter Koch (Österreicher, 1942–2019)
- Heinrich Koller (Österreicher, 1924–2013)
- Theo Kölzer (Deutscher, * 1949)
- Leonard Korth (Deutscher, 1853–1914)
- Andreas Kraus (Deutscher, 1922–2012)
- Hermann Krause
- Otto Kresten (Österreicher, 1943–2024)
- Gyula Kristó (Ungar, 1939–2004)
- Jaap G. Kruisheer (Niederländer, 1933–2020)
- Wilhelm Kurze (Deutscher, 1933–2002)

## L
- Gerard Labuda (Pole, 1916–2010)
- Pascal Ladner (Schweizer, 1933–2021)
- Anton Largiadèr (Schweizer, 1893–1974)
- René Laurent
- Tommaso Leccisotti (Italiener, 1895–1982)
- Friedrich Leist
- Léon Levillain
- Stanislaw Librowski
- Theodor Lindner (Deutscher, 1843–1919)
- Georg Christian Friedrich Lisch (Deutscher, 1801–1883)
- Dietrich Lohrmann (Deutscher, 1937)
- Ferdinand Lot (Franzose, 1866–1952)
- Kathryn A. Lowe
- Samuel Löwenfeld (Deutscher, 1854–1891)
- Karl-Ernst Lupprian

## M
- Jean Mabillon (Franzose, 1632–1707)
- Francesco Magistrale (Italiener, 1945–2011)
- Werner Maleczek (Österreicher, * 1944)
- Karol Maleczy’ski
- Paul Marc (Deutscher, 1877–1949)
- Lujo Margetì
- Jean-Yves Mariotte
- José Marques
- Richard Marsina
- Jean-Marie Martin (Franzose)
- Josefina Mateu Ibars (Spanierin)
- Hans Eberhard Mayer (Deutscher, 1932–2023)
- Theodor Mayer (Österreicher, 1883–1972)
- Jole Mazzoleni (Italienerin, 1908–1991)
- Leon-Robert Ménager (Franzose, 1925–1993)
- Faustino Menéndez Pidal de Navascués
- Michael Menzel (Deutscher, * 1956)
- Angelo Mercati (Italiener, 1870–1955)
- Mark Mersiowsky (Deutscher, * 1963)
- Yves Metman
- Erich Meuthen (Deutscher, 1929–2018)
- Andreas Meyer (Schweizer, 1955–2017)
- Arend Mindermann
- Guillaume Mollat
- Peter Moraw (Deutscher, 1935–2013)
- Laurent Morelle
- Renzo Mosti (Italiener, 1924–1997)
- Engelbert Mühlbacher (Österreicher, 1843–1903)

## N
- Ronald Neumann
- Giovanna Nicolaj (Italienerin, * 1942)
- Herluf Nielsen
- Hans Niese
- Michel Nortier

## O
- Hannes Obermair (Italiener, 1961)
- Gianfranco Orlandelli (Italiener, 1919–1991)
- Ferdinand Opll (Österreicher, * 1950)
- Otto Oppermann (Deutsch-Niederländer, 1873–1946)
- Pilar Ostos Salcedo
- Emil von Ottenthal (Österreicher, 1855–1931)
- Alfred Overmann (Deutscher, 1866–1946)

## P
- Cesare Paoli
- Daniel Papebroch
- Beniamino Pagnin (Italiener, 1909–1992)
- Werner Paravicini (Deutscher, * 1942)
- María Luisa Pardo Rodríguez
- Michel Parisse
- Lope Pascual Martínez
- Michel Pastoureau
- Lajos Pásztor
- Robert B. Patterson
- Hans Patze (Deutscher, 1919–1995)
- Wilhelm M. Peitz
- Max Perlbach
- Edouard Perroy
- Georg Heinrich Pertz
- Jürgen Petersohn (Deutscher, 1935–2017)
- Wolfgang Petke (Deutscher, * 1941)
- Armando Petrucci (Italiener, 1932–2018)
- Bernhard Pez
- Julius von Pflugk-Harttung
- Friedrich Philippi
- Ernst Pitz
- Reginald Lane Poole
- August Potthast
- Alessandro Pratesi (Italiener, 1922–2012)
- Walter Prevenier
- Maurice Prou
- Leopoldo Puncuh (Italiener, * 1931)

## R
- Paulius Rabikauskas
- Olaf B. Rader (Deutscher, * 1961)
- Johannes Ramackers
- Andrea Rapp
- Peter Ratkoš
- Jürgen Rauser
- Oswald Redlich (Österreicher, 1858–1944)
- Susan Reynolds (Britin, 1929–2021)
- Adolph Friedrich Riedel (Deutscher, 1809–1872)
- Josef Riedmann (Österreicher, * 1940)
- Ángel Riesco Terrero
- Dieter Rübsamen
- Peter Rück (Schweizer, 1934–2004)

## S
- Carlos Sáez
- Richard Salomon (Deutscher, 1884–1966)
- Catello Salvati (Italiener, 1920–2000)
- Charles Samaran (1879–1982)
- Leo Santifaller (Österreicher, 1890–1974)
- María Josefa Sanz Fuentes (Spanierin, *1947)
- Jane E. Sayers (Britin * 1933)
- Silio Pietro Paolo Scalfati (Italiener, *1942)
- Hans Martin Schaller (Deutscher, 1923–2005)
- Anton Scharer (Österreicher, * 1954)
- Paul Scheffer-Boichorst (Deutscher, 1843–1902)
- Georg Scheibelreiter (Österreicher, * 1943)
- Walter Scherzer
- Luigi Schiaparelli (Italiener, 1871–1934)
- Rudolf Schieffer (Deutscher, 1947–2018)
- Theodor Schieffer (Deutscher, 1910–1992)
- Waldemar Schlögl (Deutscher, 1927–1980)
- Bernhard Schmeidler (Deutscher, 1879–1959)
- Fedor Schneider (Deutscher, 1879–1932)
- Joseph Schneller
- Ludwig Schnurrer
- Carl Traugott Gottlob Schönemann (Deutscher, 1765–1802)
- Christiane Schuchard
- Alois Schütz
- Peter-Johannes Schuler (Deutscher, 1940–2013)
- Ursula Schulze
- Ulrich Schwarz
- Brigide Schwarz (Deutsche, 1940–2019)
- Hansmartin Schwarzmaier (Deutscher, 1932–2021)
- Jindřích Šebánek (Tscheche, 1900–1977) VIAF
- Gerhard Seeliger (Deutscher, 1860–1921) VIAF
- Leo Sels
- Richard Sharpe (Brite, 1954–2020)
- Theodor von Sickel (Deutsch-Österreicher, 1826–1908)
- Henry Simonsfeld (Deutscher, 1852–1913)
- Krzysztof Skupieński
- László Solymosi
- Joachim Spiegel
- Philipp Ernst Spieß (Deutscher, 1734–1794)
- Harold Steinacker (Österreicher, 1875–1965)
- Ernst Steindorff (Deutscher, 1839–1895)
- Roman Stelmach
- Winfried Stelzer (Österreicher, 1942)
- Edmund E. Stengel (Deutscher, 1879–1968)
- Michael Stephan
- Eduard Sthamer (Deutscher, 1883–1938)
- Alfred A. Strnad (Österreicher, 1937–2003)
- Wolf-Heino Struck (Deutscher, 1911–1991)
- Paola Supino Martini

## T
- Filippo Tamburini
- Michael Tangl (Österreicher, 1861–1921)
- René-Prosper Tassin (Franzose, 1697–1777)
- Rudolf Tecl
- Georges Tessier (Franzose, 1891–1967)
- Matthias Thiel (Deutscher, 1929–2015)
- Matthias Thumser (Deutscher, * 1953)
- Jan-Olof Tjäder (Schwede, 1921–1998)
- Benoît-Michel Tock (Belgier, * 1963)
- Charles-François Toustain (Franzose, 1700–1754)
- Josep Trenchs Odena (Spanier, 1942–1991)
- Placido Tropeano (Italiener, 1921–2008)

## U
- Karl Uhlirz (Österreicher, 1854–1914)

## V
- Erik Van Mingroot
- Fernand Vercauteren
- Jacques Verdier
- Adriaan Verhulst (Belgier, 1929–2002)
- Lieve Viaene-Awouters
- Nicholas Vincent
- Vladimir Vodoff
- Georg Vogeler (Deutscher, * 1969)
- Thomas Vogtherr (Deutscher, * 1955)
- Raffaele Volpini (Italiener, * 1928)
- Hans von Voltelini (Österreicher, 1862–1938)
- Žarko Vujošević (Serbe, *1976)
- Oebele Vries

## W
- Heinrich Wagner (Deutscher, 1945–2024)
- Andrzej Wałkówski
- Friedrich von Weech (Deutscher, 1837–1905)
- Maximilian Weltin (Österreicher, 1940–2016)
- Johannes Wetzel
- Hermann Wiesflecker (Österreicher, 1913–2009)
- Joachim Wild (Deutscher, * 1942)
- David H. Williams
- Eduard Winkelmann (Deutscher, 1838–1896)
- Erich Wisplinghoff (Deutscher, 1920–1999)
- Marek L. Wójcik
- Herwig Wolfram (Österreicher, * 1934)
- Konrad Wutke (Deutscher, 1861–1951)

## Z
- Luisa Zagni (Italienerin, * 1948)
- Friederike Zaisberger (Österreicherin, 1940–2019)
- Heinz Zatschek (Deutscher, 1901–1965)
- Joachim Zdrenka
- Kurt Zeillinger
- Roscislaw Zerelik
- Karl Zeumer (Deutscher, 1849–1914)
- Claudia Zey (Deutsche, * 1963)
- Herbert Zielinski (Deutscher, * 1947)
- Harald Zimmermann (Deutscher, 1926–2020)
- Michel Zimmermann (Franzose, * 1937)
- Paul Zinsmaier (Deutscher, 1905–1986)
- Erich Zöllner (Österreicher, 1916–1996)
- Walter Zöllner (Deutscher, 1932–2011)
- Patrick N. R. Zutshi